# Walterella
Walterella là một chi bướm đêm thuộc họ Noctuidae.

## Loài
- Walterella ocellata (Barnes & McDunnough, 1910)